# Град Приједор
Град Приједор је поткозарски град (општина) у сјеверозападном дијелу Републике Српске, БиХ. Сједиште града је Приједор, градско насеље ситуирано на обали ријеке Сане. Крсна слава Града је Силазак Светог Духа на апостоле — Духови.
Општина Приједор добила је статус Града 18. 7. 2012. одлуком Народне скупштине Републике Српске када је усвојен „Закон о Граду Приједор“, односно „Закон о локалној самоуправи Републике Српске“. Закон о Граду Приједор званично је ступио на снагу 26. 7. 2012. године када је објављен у Службеном гласнику Републике Српске (Службени гласник Републике Српске 70/2012).

## Етимологија имена Приједор
Постоје два тумачења. Оба у коријену имају прěдоръ од прě- дрěти (прасловенски пер-дерти) — продријети, по првом назив је од мјеста насталог продирањем у шуму (крчењем шуме), а по другом, од мјеста насталог продором и ерозијом ријеке Сане по приједорском пољу.

## Географија
Град Приједор простире се на 834 km², а по броју становника је на трећем мјесту у Републици Српској. Смјештен је у алувијалној долини познатој као Приједорско поље, издуженој у правцу исток-запад коју са сјевера ограничава планина Козара, а са југа Бехремагиница, у правцу истока отворена је према Бањој Луци, а западно према Новом Граду и Мајдан планини. Планина Козара већим дијелом улази у састав града.
Највиша тачка града је 978 м, врх Лисина (Козара), а просјечна надморска висина градског подручја је 135 м. Издуженост града у правцу сјевер-југ је 32 км, а у правцу исток-запад — 46 км.
Кроз Град протиче ријека Сана и њена притока Гомјеница, која прије ушћа у Сану пуни рибњак Саничане, највећи рибњак у Босни и Херцеговини.
Сам град Приједор је смјештен на превоју Сане из правца југа ка западу, на простору сјеверно од тог превоја ка планини Козари, те на првим брежуљцима којим се она спушта у Приједорско поље.

### Клима
Клима Приједора је умјерено континентална. Минималне температуре достижу до -20 °C, а максималне до +40 °C. Просјечна годишња температура износи 11 °C.
Током године просјечно 80 дана температура прелази 25 °C, просјечно 90 дана спушта се испод 0 °C.
Током већег дијела године, око 200 дана, потребно је загријавање стамбених и радних просторија, јер температура не прелази 12 °C.
Просјечан број сунчаних дана је 60, око 150 дана свод града прекривен је облацима, а остатак од 155 дана преовлађује умјерено облачно вријеме са сунчаним интервалима.
Просјечна количина падавина је 979 l/m², снијег пада у просјеку 26 дана, а на тлу се задржава око 45 дана. Због велике површине рибњака Саничани, широког појаса ријеке Сане те самог рељефа приједорског поља, магла се региструје у просјеку око 80 дана годишње.

### Рељеф града
Рељеф је промјењивог карактера па се на подручју града могу издвојити три различита подручја:
- Низијско подручје, које обухвата долине ријека Сане, Гомјенице и рибњака Саничани. Величина овог подручја износи око 16.000 хектара.
- Брежуљкасто подручје, које обухвата подножје планине Козаре, те блажи брежуљкасти предио према Мајданским планинама. Величина овог подручја износи око 38.000 хектара.
- Брдовито подручје, које обухвата предјеле планине Козаре и дијелове мјесне заједнице Љубија. Ово подручје је углавном покривено шумама, а површине је око 30.000 хектара.

Тип земљишта такође варира. Доминантна земљишта су у типу псеудоглеја, алувијална земљишта, смеђе деградирана земљишта на глинама, смеђа кисела, те смеђа карбонатна земљишта. Један дио наведених земљишта су ниске природне плодности, а њихова општа карактеристика је слаба обезбијеђеност потребним биљним храњивима, висока киселинска вриједност и неповољан водно-ваздушни однос.

### Природна богатства
- Земљишта

Од 83.406,60 хектара површине града Приједора, 44.740,20 хектара спада у обрадиве површине које се налазе у приватном или друштвеном сектору. У укупној власничкој структури доминира земљиште приватних власника.
Оранице и баште као најплоднија земљишта обухватају површину од 37.333,40 ha, док ливаде,
воћњаци и виногради обухватају површину од 7.149,40 ha (воћњаци 2.404,20 ha; ливаде 4.740,20 ha; виногради 5 ha). Површина пашњака је 4.263,00 ha, рибњака 1.300,00 ha, док 3.974,60 ha од укупних земљишних површина спада у неплодно земљиште.
На основу података Републичке геодетске управе, подручна јединица Приједор, на територији града Приједор постоји 12.986 посједника земљишта, чија је просјечна величина посједа 3,75 хектара.
Укупне земљишне површине су подијељене на 86.878 парцела, просјечне величине 0,55 хектара.
Према подацима пољопривредне службе, на подручју града пољопривредном производњом бави се око 13.000 домаћинстава, што представља око 50% укупног становништва.
- Шуме

Шумско земљиште на подручју града Приједор заузима површину од 29.380,20 хектара, од чега је у приватном сектору 12.362,80, док је у друштвеном сектору 17.017,40 хектара шумског земљишта.
Шумско газдинство (ШГ) „Приједор“, осим у граду Приједору, газдује и управља и над шумама пет других општина и то: Козарска Дубица, Нови Град, Костајница, Оштра Лука и Крупа на Уни. Комплетна територија означена је као привредно подручје „Козарачко“ и подијељена је у пет организационих јединица или шумских управа (ШУ Приједор, ШУ Козарска Дубица, ШУ Нови Град, ШУ Оштра Лука и ШУ Костајница). У величину укупног подручја улази 42.016,57 ha државних и 32.149,00 ha приватних шума. Шуме на подручју ШГ Приједор чине око 6% укупних шумских површина којима газдује Јавно предузеће шумарства (ЈПШ) „Шуме Републике Српске".
Категорије шума у државној својини се могу подијелити на високе шуме које заузимају око 67%, и ниске 27%, док остатак представљају површине подесне и неподесне за газдовање. У структури шума преовлађују лишћари, док су четинари мање заступљени и чине их углавном вјештачки насади. Шумске културе су: 80% буква, 10% храст, 10% јела.
Специфичност подручја које покрива ШГ Приједор је и значајно присуство шума које се налазе у приватном власништву. Укупна површина под шумом у приватном власништву износи 32.149,00 хектара што чини 43% територије ШГ „Приједор“, или око 13% укупних шумским површина у приватном власништву посматрано на нивоу Републике Српске.

## Насељена мјеста
Град Приједор обухвата 71 насељено мјесто, која су организована у 49 мјесних заједница.
На самом подручју града налазе се три већа насеља урбаног типа: насељено мјесто Приједор (око 50.000 становника), градић Козарац (око 5.000 становника) и рударска варошица Љубија (4.500 становника).
Насељена мјеста града Приједора су сљедећа:
Алишићи, Бабићи, Бистрица, Бишћани, Божићи, Брђани, Брезичани, Бришево, Буснови, Велико Паланчиште, Гаћани, Гомјеница, Горња Драготиња, Горња Јутрогошта, Горња Пухарска, Горња Равска, Горњи Волар, Горњи Гаревци, Горњи Јеловац, Горњи Орловци, Градина, Дера, Доња Драготиња, Доња Равска, Доњи Волар, Доњи Гаревци, Доњи Орловци, Жуне, Зецови, Јаруге, Јелићка, Југовци, Калајево, Камичани, Кевљани, Козарац, Козаруша, Криваја, Ламовита, Љескаре, Љубија, Мало Паланчиште, Марини, Марићка, Миљаковци, Миска Глава, Нишевићи, Ништавци, Омарска, Орловача*, Пејићи, Петрово, Петров Гај, Приједор, Ракелићи, Раковчани, Раљаш, Расавци, Ризвановићи, Саничани, Тисова, Томашица, Трнопоље, Ћела, Хамбарине, Хрнићи, Цикоте, Црна Долина, Чараково, Чејреци, Чиркин Поље* и Шурковац.

## Становништво
По последњем службеном попису становништва из 1991. године, бивша општина Приједор имала је 112.543 становника, распоређених у 71 насељеном мјесту. По послијератној процјени у самом граду данас живи око 30.000 становника, а на подручју цијелог града око 81.000 становника. Од тога, око 20.000 су избјеглице и расељена лица. Према процјенама, Срби данас у овом граду чине око 70% од укупног становништва града.
|                      | 2013.           | 1991.            | 1981.            | 1971.            | 1961.            |
| Укупно               | 89 397 (100,0%) | 112 543 (100,0%) | 108 868 (100,0%) | 97 894 (100,0%)  | 39 751 (100,0%)  |
| Срби                 | 55 895 (62,52%) | 47 581 (42,28%)  | 45 279 (41,59%)  | 46 487 (47,49%)  | 21 532 (54,17%)  |
| Бошњаци              | 29 034 (32,48%) | 49 351 (43,85%)1 | 42 129 (38,70%)1 | 39 190 (40,03%)1 | 10 140 (25,51%)1 |
| Хрвати               | 1 762 (1,971%)  | 6 316 (5,612%)   | 7 297 (6,703%)   | 8 845 (9,035%)   | 2 384 (5,997%)   |
| Неизјашњени          | 746 (0,834%)    | –                | –                | –                | –                |
| Непознато            | 389 (0,435%)    | –                | –                | –                | –                |
| Украјинци            | 356 (0,398%)    | –                | –                | –                | –                |
| Остали               | 278 (0,311%)    | 2 836 (2,520%)   | 1 684 (1,547%)   | 1 559 (1,593%)   | 207 (0,521%)     |
| Роми                 | 239 (0,267%)    | –                | 100 (0,092%)     | 10 (0,010%)      | –                |
| Муслимани            | 192 (0,215%)    | –                | –                | –                | –                |
| Православци          | 129 (0,144%)    | –                | –                | –                | –                |
| Југословени          | 123 (0,138%)    | 6 459 (5,739%)   | 12 025 (11,05%)  | 1 458 (1,489%)   | 5 290 (13,31%)   |
| Босанци              | 107 (0,120%)    | –                | –                | –                | –                |
| Словенци             | 69 (0,077%)     | –                | 81 (0,074%)      | 73 (0,075%)      | 64 (0,161%)      |
| Црногорци            | 37 (0,041%)     | –                | 117 (0,107%)     | 119 (0,122%)     | 42 (0,106%)      |
| Албанци              | 16 (0,018%)     | –                | 116 (0,107%)     | 101 (0,103%)     | 43 (0,108%)      |
| Македонци            | 14 (0,016%)     | –                | 26 (0,024%)      | 37 (0,038%)      | 39 (0,098%)      |
| Босанци и Херцеговци | 11 (0,012%)     | –                | –                | –                | –                |
| Мађари               | –               | –                | 14 (0,013%)      | 15 (0,015%)      | 10 (0,025%)      |

1. 1 На пописима од 1971. до 1991. Бошњаци су пописивани углавном као Муслимани.

## Околна мјеста и градови
| Костајница (60 km), Загреб (173 km), Беч (547 ) | Коз. Дубица (33 km), Ауто-пут Е-70 (62 ) | Градишка (90 km), Будимпешта (474 )            |
| Нови Град (32 km), Трст (412 )                |                                        | Козарац (13 km), Омарска (20 km), Београд (336 ) |
| Љубија (8 )                                 | Сански Мост (33 km), Мркоњић Град (92 )  | Бања Лука (48 km), Сарајево (250 )             |

### Градови пријатељи — Градови побратими
Приједор је побратимљен са:
- Маниса, Турска
- Панчево, Србија
- Кикинда, Србија
- Неи Пори, Грчка
- Суел, Норвешка

Градови партнери :
- Тренто, Италија
- Бовец, Словенија
- Ново Место, Словенија
- Демир Хисар, Македонија

Град Приједор је, са још 19 општина и градова РС, побратимљен и са 25 општина Косова и Метохије. У општини Зубин Поток је потписана Повеља о братимљењу.

## Поријекло становништва
Данашње становништво Приједора разноликог је поријекла. Првобитно словенско становништво нестало је пред турском најездом у 15. вијеку (Козарац се као српска жупа први пут помиње 1334.), а мањи дио је исламизован. Подручје Тимара (села Омарска, Марићка, Буснови, Бистрица, Томашица и Криваја) населили су потом херцеговачки и црногорски Срби, половином 17. вијека и ту су као власи (сточари) уживали одређену аутономију. Остатак данашње града Приједора углавном је пуст до друге половине 18. вијека, када се Турци протјерани из Лике и Славоније насељавају у већем броју и оснивају данашњи град Приједор. Истовремено се из Лике, Далмације и Врховине досељавају Срби мартолози, углавном у данашња села на Козари. Пред крај турске владавине, половином 19. вијека, долазе муслимански мухаџири (избјеглице) из Србије, и други талас Срба мартолога. Први аустроугарски пописи показују да Срби представљају релативну већину (скоро 50% становништва). Геноцид извршен над Србима у току Другог свјетског рата утицао је на демографску слику града, тако да је у неким селима број становника преполовљен, док се број Муслимана равномјерно увећавао, те су послије пописа из 1971. представљали незнатну већину. Крајем 20. вијека велики број Муслимана одлази на Запад, тако да данас Срби представљају апсолутну већину на подручју града Приједор, са изузетком градића Козарца. Истовремено долази до насељавања великог броја Срба протјераних из Федерације и Републике Српске Крајине, па су у Приједору изграђена читава нова избјегличка насеља (Врбице, Калата, Воћњак, Главица, Аеродромско насеље итд.)
Католичко становништво у Приједору је насељено у току владавине Аустроугарске, углавном на подручју Љубије (Хрвати), те Пухарске, Чиркин-поља и Орловаца (Чеси и Пољаци).

## Образовање
Први облици организованог образовног процеса датирају још из 19. вијека. Тако је већ 1834. године Приједор имао „Српску основну школу“ као најстарију основну школу у Босни и Херцеговини, која је касније са тзв. Комуналном школом (основана 1898. године) 1919. године прерасла у „Државну школу“.
Најзначајнија школска институција, приједорска Гимназија основана је 1923. године, а у периоду послије Другог свјетског рата постојала је и „Женска занатска школа“.
У граду постоји предшколска установа, дјечји вртић „Радост“ гдје свакодневно борави преко 500 приједорских малишана.
Приједор има и високошколске установе, као што су Виша медицинска и Виша пословна школа, те Рударски факултет у склопу Универзитета из Бање Луке.

### Основне школе
| ОШ Бранко Радичевић, П.    | ОШ Бранко Ћопић, Д. А.  | ОШ Бранко Ћопић, П.        | ОШ Вук Караџић, О.         |
| ОШ Градина, Омарска        | ОШ Десанка Максимовић   | ОШ Доситеј Обрадовић       | ОШ Драган Вујановић, С.    |
| ОШ Ђорђе Натошевић — спец. | ОШ Јован Дучић. Лам.    | ОШ Јован Цвијић. Бре.      | ОШ Младен Стојановић Г. Љ. |
| ОШ Нела Бојанић, Л.        | ОШ Петар Кочић          | ОШ Петар П Његош, Бус.     | ОШ Петар П. Његош, Мар.    |
| ОШ Петар П. Његош, Г. М.   | ОШ Петар П. Његош, Кри. | ОШ Ћирило и Методије, Трн. |                            |

### Средње школе
- Гимназија „Свети Сава“, Николе Пашића 6
- Ђорђе Натошевић — специјална, Краља Александра 6
- Електротехничка школа, Николе Пашића 4а
- Машинска школа, Николе Пашића 4.
- Медицинска, технолошка и грађевинска школа, Николе Пашића бб
- Музичка школа, Б. Нушића 9
- Пољопривредно-прехрамбена школа, Николе Пашића 4
- Угоститељско-економска школа, Вука Караџића 16

## Музеји
Најстарији музеј је Музеј Козаре у Приједору у центру града, под чијим окриљем се налази и Спомен-кућа породице Стојановић. У склопу Националног парка Козара на Мраковици дјелује Музеј жртава фашистичког геноцида, док се у касарни Жарко Згоњанин на Уријама налази Музеј Отаџбинског рата, са поставком ратног пута 43. приједорске моторизоване бригаде Војске Републике Српске.

## Споменик
Споменик „За крст часни“ је посвећен погинулим борцима и браниоцима града. Код њега се обиљежава сјећање на 30. мај 1992, када су припадници Зелених беретки извршили напад на Приједор у коме је погинуло 15, а рањено 25 припадника полиције и Војске Републике Српске.

## Сакрални објекти
У Приједору се налази велики број вјерских објеката: шест православних цркава, једна католичка те шест џамија.
Православне цркве су:
- Црква свете тројице у центру града (19. вијек)
- Храм Светог пророка Илије у насељу Урије
- Храм Свете Петке у насељу Гомјеница
- Храм Рођења пресвете Богородице на Пашинцу.
- Храм Светог великомученика Георгија у Туковима (у изградњи).
- Црква Светог Василија Острошког у насељу Орловци.

Католичка црква у Приједору посвећена је св. Јосипу, а на католичком гробљу на Уријама налази се и једна мања капела.
Џамије у Приједору су:
- Чаршијска
- Заградска
- Гомјеничка
- Староградска
- Џамија у Доњој Пухарској
- Џамија у Горњој Пухарској

На локалитету локалног гробља, познатом као Црквина у насељу Орловача налазио се православни манастир Милошевац из 16. вијека. Његове посљедње остатке разрушили су Аустријанци 1890. године.

## Саобраћај
Најстарија саобраћајница града свакако је ријека Сана, којом је још у римско доба транспортована гвоздена руда ка Тракији и Мезији. Ријечни саобраћај замире изградњом пруге Добрљин — Добој крајем 1873. године, те ускотрачне пруге Приједор — Дрвар (укинута 60-их година прошлог стољећа). Пруга Приједор — Брезичани — Љубија је функционисала све до 1992. године, да би потом њена инфраструктура усљед немара и некориштења била скоро потпуно девастирана.
У Приједору се укршта неколико магистралних и регионалних путева. Постоје и планови за изградњу ауто-пута Нови Град — Приједор — Бања Лука.
Градски превоз обављају приватни ауто-превозници на четири аутобуске линије:
- Линија 1 (Рашковац — Пећани — Центар — Урије — Чиркин поље — Пашинац)
- Линија 2 (Пухарска — Урије — Центар — Луковица — Гомјеница)
- Линија 3 (Нова Орловача (Врбице) — Кокин град — Центар — Урије — Велико Паланчиште (Мјесна заједница))
- Линија 4 (Пећани — Центар — Урије — Свале — Чиркин поље — Нови Орловци (Калата))

## Политичко уређење

### Општинска администрација
Градоначелник града представља и заступа град и врши извршну функцију у Приједору. Избор градоначелника се врши у складу са изборним Законом Републике Српске и изборним Законом БиХ. Градску администрацију, поред градоначелника, чини и скупштина града. Институционални центар града Приједора је насеље Приједор, гдје су смјештени сви градски органи.
Градоначелник Града Приједора је Слободан Јавор испред Савеза независних социјалдемократа, који је на ту функцију ступио након локалних избора у Босни и Херцеговини 2024. године. Састав скупштине града Приједор је приказан у табели.

## Спорт
Прве спортске активности Приједорчана регистроване су у 19. вијеку. Године 1907. основано је Друштво за тјелесни одгој названо Српски соко. Приједор се може похвалити једним од најстаријих тениских клубова на овим просторима, који је основао др. Младен Стојановић 1914. године, а фудбалски клуб ОФК Приједор (данас: ФК Рудар Приједор — Приједор) основан је 1919. године.
Данас у Приједору постоји 15 фудбалских клубова, три кошаркашка, четири рукометна, по два џудо, карате и tae kwon do клуба, три кик-бокс клуба, те тениски, стонотениски, бициклистички, мотористички, атлетски, ронилачки, боксерски, куглашки, шаховски и бодибилдинг клуб. У Приједору је регистровано више планинарских клубова, одбојкашки клуб инвалида, плесни и аеро-клуб.
У Приједору се налазе три стадиона, више фудбалских терена без трибина, стонотениска хала, два тениска игралишта и спортска дворана Младост. На сјеверном ободу града налази се спортски аеродром Урије. Занимљиво је да је током 60-их и 70-их година 20. вијека у Приједору постојао и ватерполо клуб који се такмичио у Првој лиги Југославије, иако су ватерполисти тренирали и такмичили се у ограђеном дијелу ријеке Сане.

## Туризам
Национални парк Козара, ријека Сана и прекрасни крајолици туристички су адути приједорског краја и цијелог Поткозарја. Такође, ту су бројне манифестације — фестивал хорова Златна вила, Међународне уличне трке, Петровдански падобрански куп, Књижевни сусрети и друге које употпуњују садржај током цијеле године.

### Излетишта
Поред Мраковице као најпопуларнијег приједорског излетишта, постоје и мања: Пашинац на самом сјеверном ободу града, језеро у Љубији, извор Кантаревац, те бројна купалишта дуж ријеке Сане.

## Занимљивости
- На подручју града Приједора налазе се највеће залихе гвоздене руде у Европи.
- Ријека Сана је до краја 19. вијека била пловна све до Приједора. Саном су пловиле дереглије и тако транспортовале гвожђе, Уном и Савом све до Београда.
- Приједор је у прекривен маглом скоро четвртину године и по томе је најмагловитији град на просторима бивше Југославије.
- Мало је познато да се у селу Зецови, седам километара јужно од центра града, налазе се остаци утврђења из бронзаног доба. Локалитет је познат као Градина и још је недовољно истражен.
- У Приједору је у цјелини или дјелимично снимљено више домаћих играних филмова: Козара, Партизанска ескадрила, Доктор Младен, Турнеја, Свети Георгије убива аждаху, те најновије остварење Непријатељ. Још је већи куриозитет да се сва набројана дјела баве ратном тематиком.
- Топоними Пећани, Орловача, Миљаковац, Стари град и Скела повезују Приједор са Београдом.
- Приједор је познат као град сликара јер свој рад за њега везује преко 50 академских сликара.
- На врху Козарачког камена, на 659 мнв., налазило се у римско доба омање утврђење — каструм, са кога је надгледана приједорска котлина.
- Огромно рудно богатство Козаре у лигниту, глиници, азбесту и кварцном пијеску у временима СФРЈ остало је запостављено, јер је по програму равномјерног развоја за Приједор био предвиђен искључиво рудник гвоздене руде.

## Привреда
Према привредној структури град Приједор је центар индустријско-пољопривредног региона који сачињавају поткозарске општине Козарска Дубица, Нови Град и Костајница, те један мањи дио подгрмечких општина Крупа на Уни и Оштра Лука. Окосницу привредног развоја чини рударство, целулоза, дрвнопрерађивачка, метална и текстилна индустрија. И прије рата и сада Приједор је и у културном, образовном и спортском погледу регионални центар Поткозарја.